# Ušlechtilé důvody
Ušlechtilé důvody (v anglickém originále The High Ground) je v pořadí dvanáctá epizoda třetí sezóny seriálu Star Trek: Nová generace.
V této epizodě se členka lodi Hvězdné flotily USS Enterprise D stane rukojmím teroristů, kteří doufají, že zapojením Spojené federace planet do svých plánů se jim podaří dosáhnout svých cílů.

## Příběh
Posádka USS Enterprise D dopravila zdravotnický materiál na planetu Rutia IV, která není součástí Federace, když tu náhle exploduje na veřejném prostranství bomba a zraní mnoho kolemjdoucích. Doktorka Crusherová se snaží pomáhat raněným, a to i přes rozkaz kapitána Picarda, aby se vrátila na loď, ale její snaha je přerušena, když je unesena nějakým mužem za použití neznámé technologie transportu. Kapitán a jeho posádka se dozví od šéfky rutijské policie Alesany Devos, že bomba a únos doktorky Crusherové byly dílem teroristické organizace Ansata, kteří usilují o nezávislost na rutijské vládě, a doktorku zřejmě využijí jako rukojmí. Po zamítnutí vyřešení konfliktu mezi vládou a teroristy za použití zbraní Enterprise Devos přikáže tvrdé výslechy všech, kteří sympatizují s Ansatou. Tento akt shledá posádka Enterprise za nemorální a začne zkoumat jejich transportní technologii. Zjistí, že používají dimenzionální posun, který jim umožňuje překonat silová pole a že pokud budou jejich transport sledovat, podaří se jim určit umístění základny teroristů. Wesley se na této analýze aktivně podílí, aby pomohl zachránit svou matku.
Na základně Ansaty se doktorka Crusherová dozvídá, kdo je jejím únoscem. Jde o vůdce celé organizace jménem Kyril Finn. Crusherová se řídí předpisy Hvězdné flotily a zaujme postoj, kdy odmítá jíst či jakkoliv s Finnem spolupracovat. Po několika hodinách ji přestane omezovat a žádá po ní, aby pomohla s léčbou jejich raněných. Ona přijde na to, že použití jejich transportní technologie způsobuje nezvratné poškození DNA a že mnoho z nich je nemocných právě kvůli jejímu nadměrnému používání. Finn připustí, že tato technologie je jejich jediná zbraň proti rutijské vládě. Po uplynutí dalších několika hodin se Finn domnívá, že Federace spolupracuje s rutijsou vládou, a zahájí útok na Enterprise. A to i přes požadavek Crusherové, aby se nic nestalo jejímu synovi. Ansatě se podaří umístit bombu na warp jádro. Tuto La Forge urychleně transportuje do volného prostoru, ale odvedení pozornosti je dostatečně silné na to, aby se teroristům povedlo proniknout na můstek a unést kapitána Picarda. Později se s kapitánem Finn na Enterprise vrátí, přenese se s ním k poradkyni Troi a přednese své požadavky: Aby Federace vstoupila do rozepře mezi nimi a vládou a působila jako mediátor. Stihne se s kapitánem vrátit na planetu ještě, než dorazí členové bezpečnosti. Doktorka Picardovi objasní svoji situaci a ten jí řekne, aby pokračovala v získávání Finnovy důvěry a že se snad podaří vyřešit tento problém mírovou cestou.
Po Finnově transportu jsou Dat a Wesley schopni lokalizovat, kde má Ansata svou základnu. Riker a Devos shromáždí své síly. Po transportu na základnu jsou schopny tyto spojené jednotky rychle potlačit odpor teroristů. Finn se na poslední chvíli pokusí popravit Picarda, ale Devos jej zabije. Věří, že kdyby zůstal naživu, jeho uvěznění by mohlo zažehnout ještě větší odpor, zatímco smrt v bitvě z něj udělá mučedníka a násilí poklesne. Když se mladý člen Ansaty chce pomstít na Devos, doktorce se podaří jej přesvědčit, aby sklonil zbraň, na což Riker poznamená, že je to náznak, že budoucí diskuse na vyřešení tohoto problému mohou být úspěšnější. Členové posádky Enterprise se vrátí na svou loď a doktorka Crusherová se znovu setká se svým synem, kterému děkuje za snahu při její záchraně.

## Cenzura
Ve své studii o terorismu Dat poznamená, že Irsko bylo sjednoceno po úspěšné teroristické kampani v roce 2024. Výsledkem toho bylo, že tato epizoda nebyla ve Spojeném království řadu let odvysílána žádnou nekódovaně (zdarma) vysílající televizní stanicí. V Irsku byla epizoda odvysílána celá, pouze s upozorněním, že obsah a narážky byly pouze fiktivní. Na satelitním kanále Sky1 byla epizoda v premiérovém vysílání upravena. Neupravená tam byla vysílána v květnu 2006 a konečně na BBC Two během reprízy epizod třetí sezóny po půlnoci v září 2007.